# 狹身雅麗魚
狹身亮麗鯛（学名：Lepidiolamprologus attenuatus），為輻鰭魚綱鱸形目隆頭魚亞目慈鯛科的其中一種，分布於非洲坦干伊喀湖流域，體長可達15公分，棲息在沙底質水域，獨居性，會築火山狀的巢穴，屬肉食性，以魚類為食，生活習性不明，可作為觀賞魚。